# White River (Califòrnia)
White River és una petita comunitat no incorporada al comtat de Tulare, a deu milles a l'est de Delano. Va ser fundat com a camp d'or l'any 1856, durant la febre de l'or del riu Kern. Originalment s'establí al Coarse Gold Gulch a dues milles a l'oest del lloc actual i es va anomenar Dogtown.
Quan es va construir la primera carretera cap a Linn's Valley, Dogtown es va traslladar una milla i mitja a l'oest fins a la carretera. Canviaren el nom a Tailholt després que una de les primeres diligències que parava al lloc li va donar el nou nom, degut a un joc de paraules sorgit durant incident hilarant. Es tractava d'una passatgera de la diligència que va agafar la cua del seu gos mentre saltava per la finestra perseguint un gat. Va continuar cridant demanant ajuda fins que la propietària del restaurant local, Mother Cummings, va venir a rescatar-la. Mentre aixecava el gos per la finestra del cotxe, va dir: "bé, senyora, és millor agafar-lo per la cua que no agafar-lo" ("Well Ma'am, a tail-holt is better than a no holt at all"). El cotxer, Yank, al seu retorn a Visalia va dir al director de correus i guardià de l'estació escènica que el nou nom de la ciutat era Tailholt.
Més tard li tornaren a canviar el nom pel més respectable White River. Entre els punts d'interès hi ha dos cementiris, un al nord del riu per als ciutadans habituals i un altre petit, el cementiri de Tailholt Boot Hill, al sud del riu per a aquells que la ciutat no volia al seu cementiri, com Jack Gordon (abans Peter Worthington), que morí de forma violenta durant un tiroteig i era un membre conegut de la banda Mason Henry.